# رون لانكستر
رون لانكستر (بالإنجليزية: Ron Lancaster)‏ هو لاعب كرة قدم أمريكية ولاعب كرة القدم الكندية ومعلق رياضي أمريكي، ولد في 14 أكتوبر 1938 في Fairchance, Pennsylvania ‏ في الولايات المتحدة، وتوفي في 18 سبتمبر 2008 في هاميلتون في كندا بسبب نوبة قلبية وسرطان الرئة.